# Ditmar von Thünen

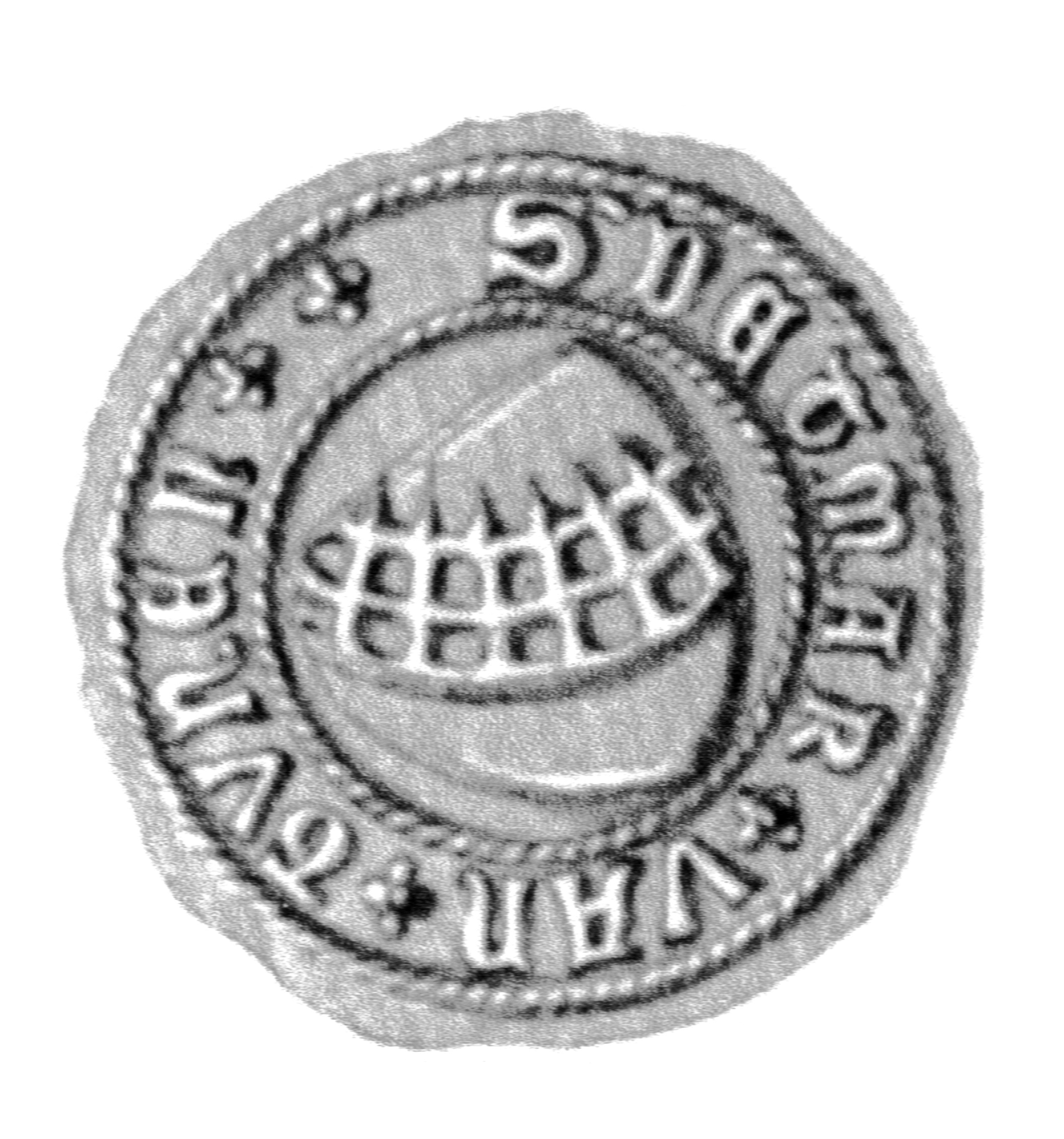
Siegel des Ditmar von Thünen

Thünens Wohnhaus Alfstraße 11, zerstört 1942

Ditmar von Thünen († 1432 in Lübeck) war Kaufmann und Ratsherr der Hansestadt Lübeck.

## Leben
Der Kaufmann Ditmar von Thünen kam im Zuge der Unruhen in Lübeck 1408 aus dem Kreis der Bergenfahrer als Mitglied der Finanzkommission und der Ratswahlkommission in den Neuen Rat der Stadt, der den abgesetzten Alten Rat der Stadt bis 1416 aus der aktiven Lübecker Politik verdrängte. Er gehörte zu den wenigen Angehörigen des Neuen Rates, die bei Rückkehr des Alten Rates 1416 übernommen wurden und blieb so bis zu seinem Tode Lübecker Ratsherr. Gemeinsam mit dem Ratsherrn und späteren Bürgermeister Konrad Breckewoldt hatte er 1416 den Wert des konfiszierten Grundbesitzes der 1408 enteigneten Mitglieder des Alten Rates zu schätzen. Er verhandelte als Gesandter der Stadt 1416 in Kopenhagen, 1418 in Hamburg und Stade sowie im Herbst des Jahres mit dem Grafen Christian VI. von Oldenburg wegen der Auslieger. 1422 war von Thünen Befehlshaber der Lübecker Flotte im Öresund. 1428 war er zu Verhandlungen bei König Erich von Dänemark. Auf etlichen Hansetagen zwischen 1417 und 1430 vertrat er die Interessen Lübecks. In Testamenten Lübecker Bürger wird er mehrfach als Urkundszeuge und als Vormund aufgeführt.
Ditmar von Thünen war Mitglied der patrizischen Zirkelgesellschaft. Er bewohnte bis 1411 das Haus Alfstraße 11 und danach bis zu seinem Tod das Haus Mengstraße 40. Sein Sohn Ludeke von Thünen wurde später ebenfalls Ratsherr und auch Lübecker Bürgermeister, seine Tochter Soffeke heiratete den Lübecker Bürgermeister Gerhard von Minden.